# 蒲団 (小説)
『蒲団』（ふとん）は、田山花袋の中編小説。日本の自然主義文学を代表する作品の一つで、また私小説の出発点に位置する作品とされる。『新小説』1907年（明治40年）9月号、1908年（明治41年）3月号に掲載され、のち易風社から刊行された『花袋集』（1908年）に収録された。末尾において主人公が女弟子の使っていた夜着の匂いをかぐ場面など、性を露悪的なまでに描き出した内容が当時の文壇とジャーナリズムに大きな反響を巻き起こした。

## 作品の背景と影響
日露戦争後の当時、島崎藤村の『破戒』（1906年）が非常な喝采を博し、国木田独歩の『独歩集』が好評であり、「私（花袋）は一人取残されたような気がした。（略）何も書けない。私は半ば失望し、半ば焦燥した」という状況にあった（『東京の三十年』）。
花袋は『破戒』を強く意識しつつ、ハウプトマンの『寂しき人々』も参照し、自身に師事していた女弟子とのかかわりをもとに『蒲団』を執筆した。自分の恋愛をモデルにした小説としては、これより先に森鷗外の『舞姫』があったが、下層のドイツ人女性を妊娠させて捨てるという内容であり、女弟子に片想いをし、性欲の悶えを描くという花袋の手法ほどの衝撃は与えなかった。小栗風葉は『蒲団』の「中年の恋」という主題に着目して、『恋ざめ』を書いたが、自然主義陣営の仲間入りはできなかった。以後3年ほど、花袋は文壇に君臨したが、一般読者にはあまり受けなかった。
『蒲団』は私小説の出発点と評されるが、私小説の本格的な始まりは、1913年（大正2年）の近松秋江の『疑惑』と木村荘太の『牽引』だとする平野謙の説がある。
花袋の盟友ともいうべき島崎藤村は、その後、姪との情事を描いた『新生』（1919年）を書いて花袋にも衝撃を与えた。花袋や藤村はその後、むしろ平凡な日々を淡々と描く方向に向かった。

### モデル問題
芳子のモデルは岡田美知代で、花袋の弟子だった。秀夫のモデルは恋人の永代静雄である。『蒲団』の世評が高まったことで、2人の人生にも大きな影響を与えた。

## あらすじ
34歳くらいで、妻と3人の子供のある作家の竹中時雄のもとに、横山芳子という女学生が弟子入りを志願してくる。始めは気の進まなかった時雄であったが、芳子と手紙をやりとりするうちにその将来性を見込み、師弟関係を結び芳子は上京してくる。時雄と芳子の関係ははたから見ると仲のよい男女であったが、芳子の恋人である田中秀夫も芳子を追って上京してくる。
時雄は監視するために芳子を自らの家の2階に住まわせることにする。だが芳子と秀夫の仲は時雄の想像以上に進んでいて、怒った時雄は芳子を破門し父親と共に帰らせる。
時雄は芳子の居間であった2階の部屋に上がり、机の引出しをあけ、古い油の染みたリボンを取って匂いをかぎ、夜着の襟のビロードの際立って汚れているのに顔を押附けて、心のゆくばかりなつかしい女の匂いをかぎ、性欲と悲哀と絶望とにたちまち胸をおそわれ…芳子が常に用いていた蒲団を敷き、夜着をかけ、冷めたい汚れたビロードの襟に顔を埋めて泣く。

## 批評
本作品が発表された直後の明治40年10月号の『早稲田文学』において、島村抱月、小栗風葉、相馬御風、片上天弦ら9人の論者が合同で「『蒲団』合評」と題する書評を寄稿している。その中で島村抱月は本作を「此の一篇は肉の人、赤裸々の人間の大胆なる懺悔録」と評した。
中村光夫は『風俗小説論』（1950年）で次のように論じた。私小説では作者と主人公が同一視され、作品が作者の主観的吐露に終ってしまい、文壇とその周囲の狭い読者だけを相手にせざるを得ない。また、脚本家と俳優を兼ねる作者は、たえず文学を演じていなくてはならない。こうした私小説の欠陥は『蒲団』の中にはっきり備わっている。
大塚英志は、芳子が文学によって「仮構の私」を生きようとしたと捉え、日本の近代文学はライトノベルのような「キャラクター小説」と同じだったと論じた。

## 映画
2024年5月11日に映画『蒲団』が公開された。小説を原案とし、物語の舞台となる時代が明治から令和になっている。加えて、主人公の職業が小説家から脚本家に変更されている。

### キャスト
- 竹中時雄：斉藤陽一郎
- 横山芳子：秋谷百音
- 田中秀夫：兵頭功海
- 海谷：永岡佑 - 時雄と仕事をするプロデューサー[10]
- 竹中まどか：片岡礼子 - 時雄の妻[11]

### スタッフ
- 原案：田山花袋「蒲団」
- 監督：山嵜晋平
- 脚本：中野太
- 製作・配給：BBB
- 配給協力：インターフィルム
- 制作：コギトワークス